# Isla de Skye
La isla de Skye es la isla más grande y más septentrional de las Hébridas Interiores, en Escocia. Su población en el censo de 2001 era de 9232 habitantes. En contraste con muchas otras islas escocesas, esto representa un aumento del 4% con respecto al censo de 1991. La población residente aumenta durante el verano, gracias a la gran cantidad de turistas y visitantes que llegan a la isla.
Las principales industrias son el turismo, la agricultura, la forestación, la destilación de whisky y la artesanía. La ciudad principal y capital de la isla es Portree, que es conocida por su pintoresco puerto. Skye es renombrada por sus llamativos paisajes, cultura y patrimonio, así también como por la abundante vida silvestre, incluyendo águilas reales, águilas marinas, ciervos rojos y nutrias.

## Toponimia
El topónimo se pronuncia /skaɪ/. En gaélico escocés su nombre es An t-Eilean Sgitheanach (/əɲ tʰʲelan s̪kʲiə.anəx/), 

## Geografía

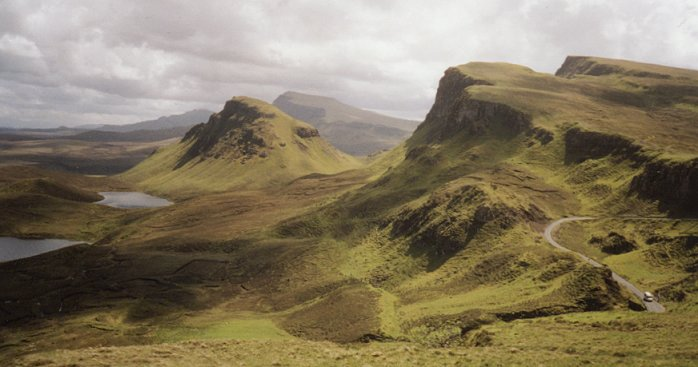
Vista de Quiraing

Con 1656 km², Skye es la segunda isla más grande de Escocia, después de Lewis y Harris (Leodhas is na Hearadh). Esta isla tiene uno de los más tortuosos terrenos montañosos del país, incluyendo Cuillin (una cordillera de montañas rocosas), y también un gran patrimonio de antiguos monumentos y castillos.

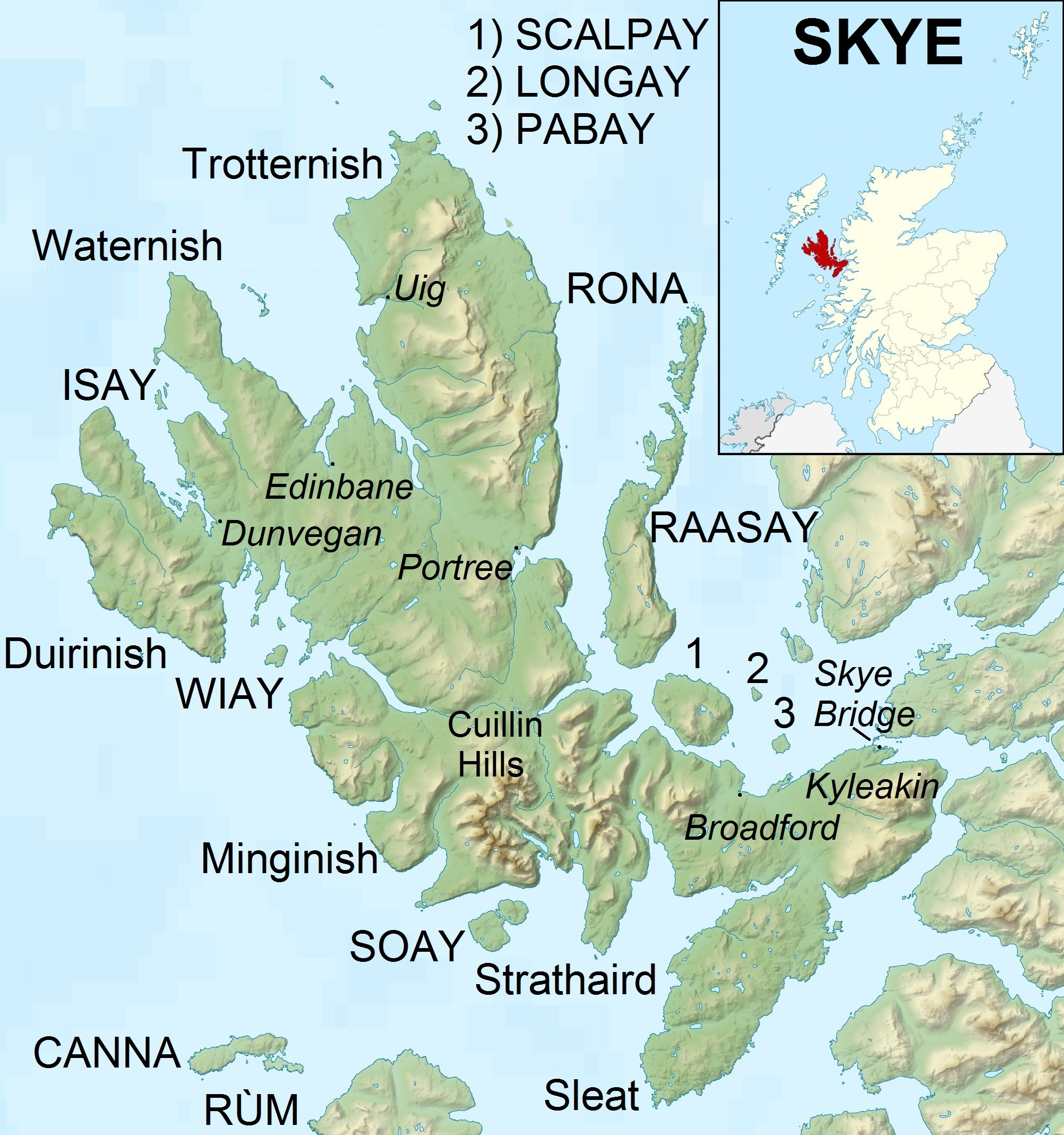
Mapa de la isla

La línea costera de Skye está formada por una serie de penínsulas, entre las que se cuentan Sleat en el sur, Strathaird, Minginish y Waternish al este, y Trotternish al norte. Las islas que rodean Skye son: Rona, Raasay, Scalplay y Soay.

## Vulcanismo
En esta isla se encuentra en la parte central un conjunto de colinas llamadas Cuillin. Se trata de restos de varias calderas y estratovolcanes; compuesto de gabro y basalto. La mayor elevación sería Sgurr Alasdair, con 993 m.

## Historia
En Skye, se encuentran sitios que muestran la ocupación de cazadores-recolectores mesolíticos, por ejemplo en An Corran, en Staffin, donde hay evidencias de que hubo habitantes en un refugio de rocas. Esto fue encontrado en una famosa excavación arqueológica, en la costa de Wester Ross.
Skye sufrió hambrunas y migraciones masivas durante fines del siglo XVIII, dejando a la población mermada a menos de 10 000 habitantes en el censo de 1991.

## Cultura

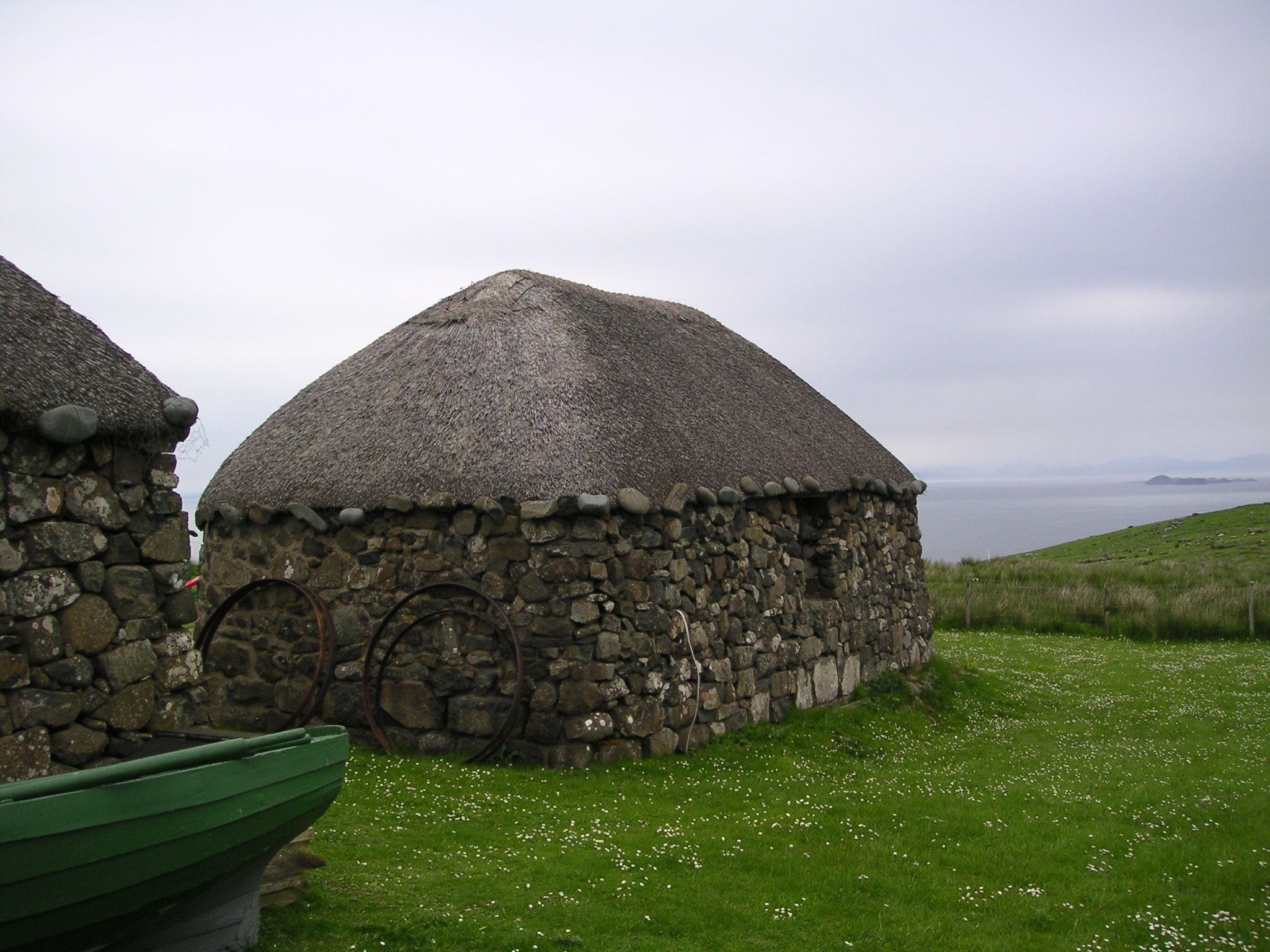
Casa de piedra restaurada en Trotternish

De todas las Hébridas Interiores, Skye es la que tiene más en común con las Hébridas Exteriores, con casi la mitad de la población de habla gaélica, y muchos pertenecientes a la Iglesia Libre de Escocia.
La destilería de Talisker, que produce una bebida alcohólica a base de whisky, se encuentra a un costado del lago Harport, en la costa oeste de la isla. También hay una famosa bebida llamada Isla de Skye, producida por "MacLeod's".

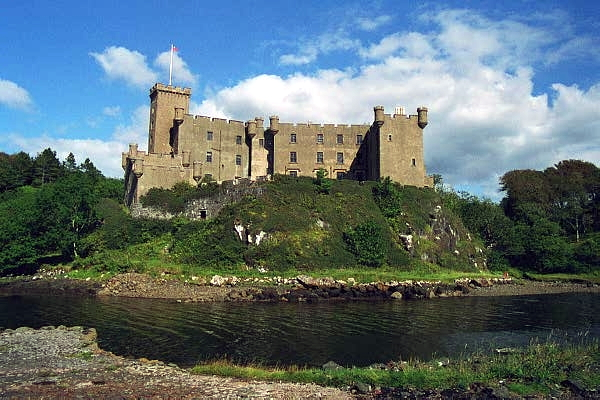
Castillo de Dunvegan, que mira hacia las MacLeod's Tables.

Skye tiene una rica herencia de antiguos monumentos de la época de los clanes, especialmente castillos. En esta isla se encuentra el castillo Dunvegan, reconocido por ser el castillo habitado de manera continua más antiguo de Europa. En contraste con muchos otros castillos europeos, es propiedad privada, del Clan MacLeod, quienes han residido allí desde el siglo XIII. El castillo contiene la Fairy Flag.
El castillo de Armadale, del siglo XVIII, en el pasado el hogar del Clan Donald de Sleat fue abandonado como residencia en 1925 pero actualmente alberga el centro del Clan Donald. Cerca están las ruinas de otras dos plazas fuertes de los MacDonald, castillo de Knock y castillo de Dunscaith, el hogar legendario de la reina Scáthach. Caisteal Maol construido a finales del siglo XV cerca de Kyleakin y en el pasado un lugar del Clan MacKinnon es otra ruina.
La isla de Skye fue inmortalizada por la canción tradicional The Skye Boat Song, basada en la huida del pretendiente jacobita Bonnie Prince Charlie a la Isla de Skye en 1746, y en el famoso libro Al faro (To the Lighthouse), de Virginia Woolf.

## Pueblos y aldeas
Portree es la población más grande (2491 habitantes, según el censo de 2001) y el principal centro de servicios de la isla. Sconser y Broadford se encuentran en el lado este de la isla. Otros asentamientos son:
- Aird Shlèite
- Armadle
- Carbost
- Duntulm
- Dunvegan
- Edinbane
- Elgol
- Isleornsay
- Kyleakin
- Staffin
- Torrin
- Uig
- Ullinish